# Брэдфорд, Уильям

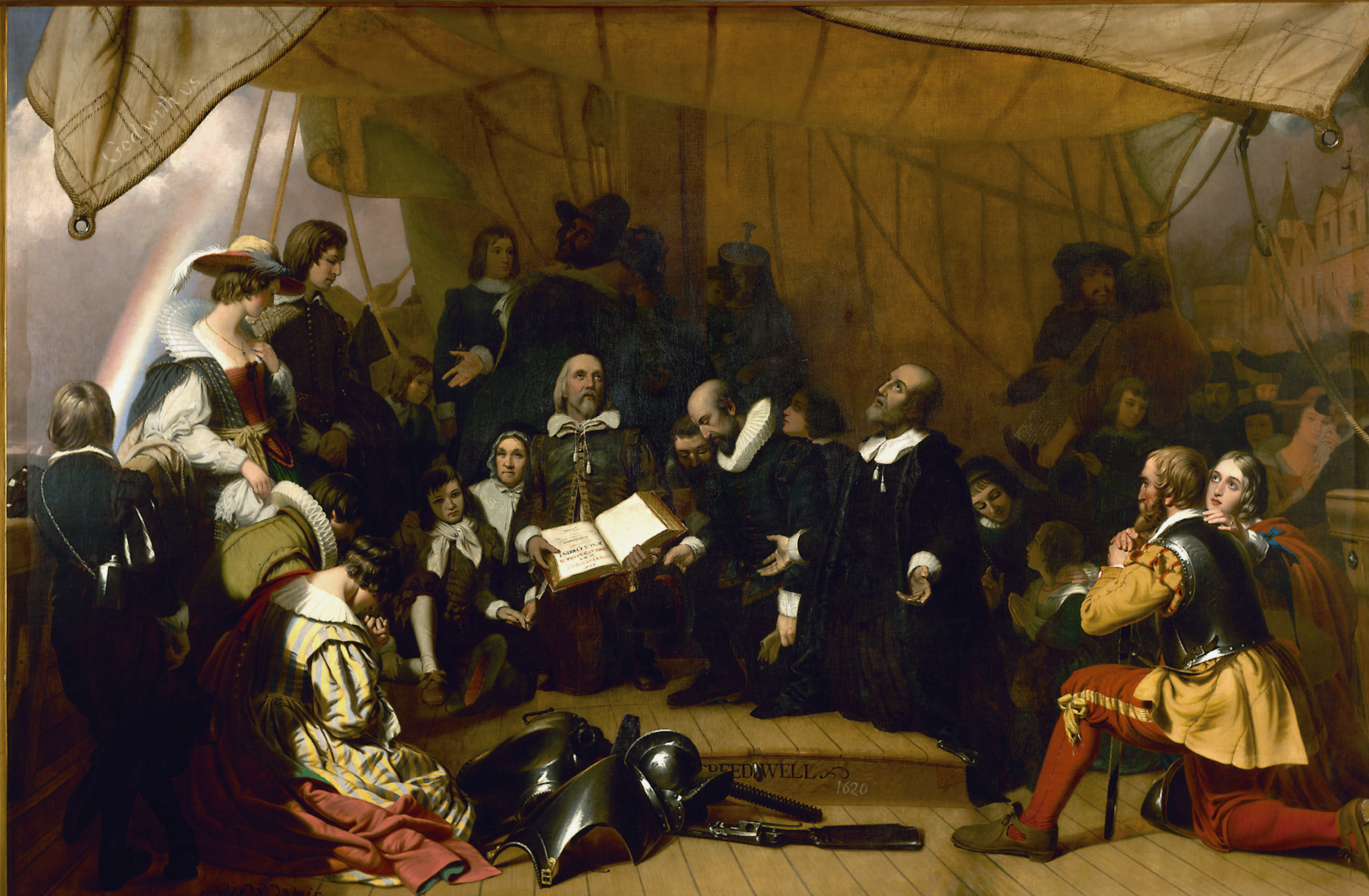
Роберт У.Вейр, Отцы-пилигримы за молитвой перед отплытием за океан (второй справа в первом ряду — У.Брэдфорд)

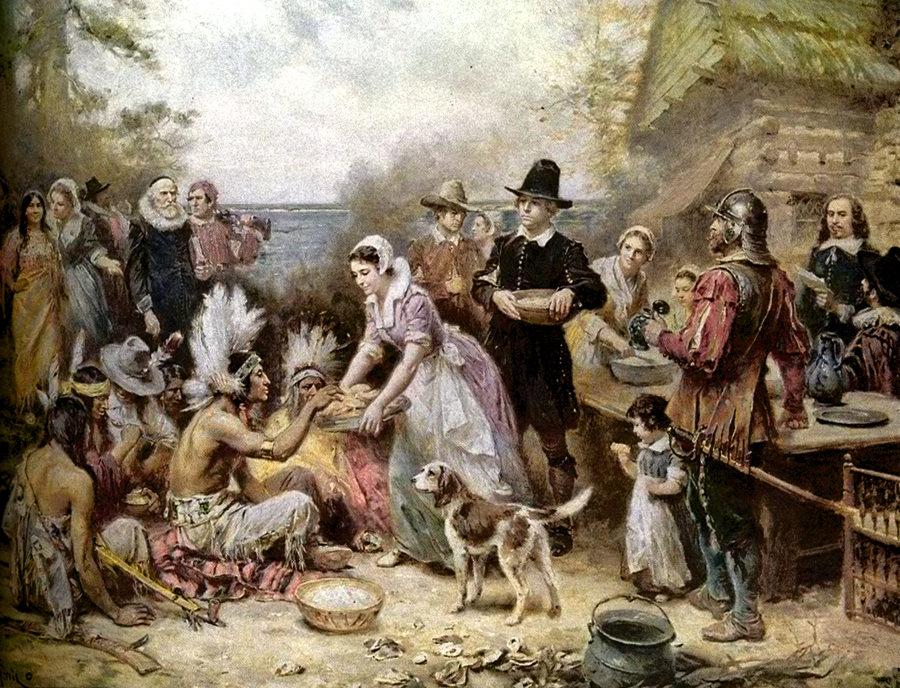
Жан Л. Жером Феррис, Первый День Благодарения

Уильям Брэдфорд (англ. William Bradford; 19 марта 1590, Остерфилд, Йоркшир — 9 мая 1657, Плимутская колония) — один из отцов-пилигримов и основателей Плимутской колонии на территории современного Массачусетса (США), её губернатор и один из первых американских историков.

## Биография
Родился в одном из селений близ Донкастера в Южном Йоркшире. Ещё в детстве попал под влияние проповедей конгрегационалистов, находившихся в решительной оппозиции к английскому государству и господствующей в стране англиканской церкви. В 1606 году вступил в конгрегационалистскую общину в Скруби (Ноттингемшир). В 1608 году, в связи с преследованиями со стороны официальной церкви, вся община — и Брэдфорд — эмигрировала в Республику Соединённых провинций, обосновавшись в Лейдене. Здесь он обучался шелководству, а в 1613 году вступил в брак с 16-летней Дороти Мей. В 1615 у них родился сын Джон. Через некоторое время между английскими конгрегационалистами и местным кальвинистами возник конфликт. Эмигранты стали опасаться, что их дети в чужой стране получат воспитание, чуждое традициям религии родителей. В связи с этим часть общины согласилась на переселение в 1620 году на корабле «Мэйфлауэр» в Северную Америку, на новые, никем не освоенные земли, где можно было свободно исповедовать свою веру. Брэдфорд был одним из составителей и подписантов Мэйфлауэрского соглашения, а также основателей Плимутской колонии.
В апреле 1622 года он становится вторым — после Джона Карвера — губернатором Плимутской колонии, после чего избирался на этот пост колонистами ещё 13 раз подряд — за исключением двух случаев, когда Брэдфорд добровольно отказался от должности в пользу Томаса Пренса и Эдварда Уинслоу. Вскоре после своего первого избрания губернатором он заключил договор с вождём племени вампаноаг Массасойтом об прекращении захвата земель индейцев и о мире между вампаноаг и переселенцами. Брэдфорд также организовал первый праздник Дня благодарения в Новой Англии. Четырежды он избирался депутатом собрания Конфедерации Новой Англии и дважды был его председателем. В своей «Истории Новой Англии» (Of Plymouth Plantation), написанной в 1620—1647 годах, Брэдфорд подробно освещает жизнь и события, происходившие в новых колониях Новой Англии. Этот его труд является важным документом по ранней истории США.

## В кино
- «Святые и чужие» (Saints & Strangers) — реж. Пол А. Эдвардс (США, 2015), в роли Брэдфорда — Винсент Картайзер.